# Jeunes de Saint-Augustin Bordeaux Basket
Il Jeunes de Saint-Augustin Bordeaux Basket, noto semplicemente come Jeunes de Saint-Augustin è una società cestistica avente sede a Bordeaux, in Francia. Fondata nel 1938, gioca nel campionato francese.
Disputa le partite interne nella Salle des Peupliers, che ha una capacità di 1.200 spettatori.